# 克洛岩
克洛岩（英語：Klo Rock），是南極洲的岩石，位於特里尼蒂島，處於米克爾森港入口處東部，屬於帕默群島的一部分，現時由南極條約體系管理。